# Elizabeth Clarke

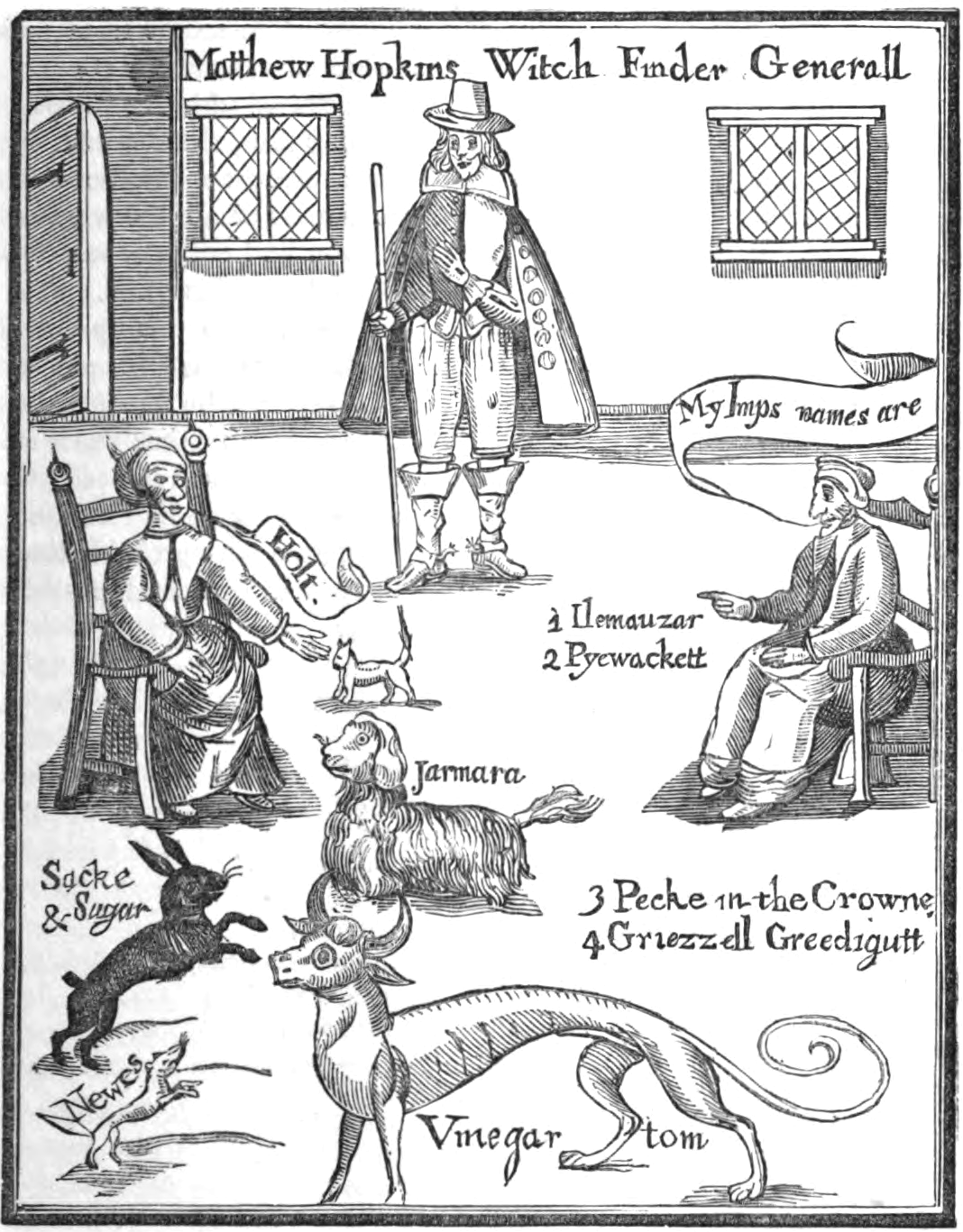
Frontispiz von The Discovery of Witches, 1647, rechts Elizabeth Clarke

Elizabeth Clarke (ca. 1565–1645), alias Bedinfield, wurde 1645 ein Opfer der Hexenverfolgung in Essex, England. Sie war das erste Opfer des Hexenfinders Matthew Hopkins, der für rund 100 Justizmorde an angeblichen Hexen verantwortlich ist.
Sie hatte nur ein Bein, war sehr arm und fast 80 Jahre alt. Der örtliche Schneider John Rivet beschuldigte sie der angeblichen Hexerei. Der selbsternannte "Witchfinder General" Matthew Hopkins und sein Gehilfe John Stearne übernahmen die Rolle der Ermittler und behaupteten, sie hätten bei ihr Familiare (Hexentiere) gesehen. Während des Prozesses wurde ihr mehrere Nächte lang der Schlaf entzogen, bevor sie gestand eine Hexe zu sein und andere Frauen aus der Gegend beschuldigte. Sie wurde der Teufelsbuhlschaft beschuldigt, in Chelmsford vor Gericht gestellt und wegen angeblicher Hexerei gehängt.

## Hexenprozess
Elizabeth Clarke wurde beschuldigt, die Frau des Schneiders John Rivet aus Manningtree im Winter 1643 verflucht zu haben. Ein Lynchmob brachte sie zu Sir Harbottle Grimston, ihrem Gutsbesitzer. Dieser bestimmte, dass sie vor Gericht gestellt werden sollte. John Stearne, unterstützt von Matthew Hopkins und Mary Phillipps, übernahm die Rolle des Ermittlers und Anklägers.
Die Folter war in England illegal. Dennoch konnte Frauen, die der Hexerei verdächtigt wurden, der Schlaf entzogen und von ihren Verfolgern im Gefängnis überwacht werden. Im Fall von Elizabeth beobachteten Hopkins und seine Kollegen, darunter John Stearne, sie mehrere Tage und Nächte lang, ohne sie schlafen zu lassen. Hopkins behauptete, er habe Elizabeth dabei beobachtet, wie sie Familiare (Hexentiere, Kobolde in Tiergestalt), herbeirief. Unter der Tortur bezichtigte Elizabeth weitere Frauen aus Manningtree, darunter Anne West und ihre Tochter Rebecca, Anne Leech, Helen Clarke und Elizabeth Gooding und auch Frauen aus anderen Dörfern. Anne West hatte zuvor Mitleid wegen deren Behinderung und ihrer Armut. Elizabeth gab unter Folter an, dass sie von Anne West zur Hexerei überredet worden sei.
Die von Hopkins aufgespürten Frauen wurden am 17. Juli 1645 in Chelmsford vor Gericht gestellt. Infolge des Drucks, der Nötigung und der Haft gestand Elizabeth, woraufhin 35 Frauen angeklagt und ins Gefängnis geworfen wurden.

## Familiare von Hopkins
Hopkins und seine Gehilfen beschrieben in ihren Zeugenaussage zahlreiche Familiare, die sie bei Elizabeth gesehen haben wollten:
- Jarmana - ein fetter, weißer Hund mit sandfarbenen Flecken und mit kurzen Beinen[8]
- Vinegar Tom - ein Greyhound mit langen Beinen,[8] der sich angeblich in einen 4-jährigen Jungen ohne Kopf verwandelte
- Ein schwarzer Kobold[8]
- Newes - ein Iltis mit einem großen Kopf[8]